# Stephano Musomba
Stephano Lameck Musomba OSA (ur. 25 września 1969 w Malonji) – tanzański duchowny katolicki, biskup Bagamoyo (nominat).

## Życiorys
Święcenia kapłańskie otrzymał 24 lipca 2003 w zakonie augustianów. Pracował w klasztorach w Dar es Salaam (jako duszpasterz zakonnej parafii) oraz w Morogoro (jako m.in. wychowawca i dyrektor domu formacyjnego).
7 lipca 2021 papież Franciszek mianował go biskupem pomocniczym archidiecezji Dar-es-Salaam, ze stolicą tytularną Perdices. Sakry udzielił mu 21 września 2021 arcybiskup Jude Thadaeus Ruwa’ichi.

7 marca 2025 został mianowany pierwszym biskupem nowo powstałej diecezji Bagamoyo.